# Трешњица (тврђава)
Трешњица је утврда која се налази 12km источно од Љубовије, код истоимене речице, недалеко од села Горња Трешњица. Остаци некадашње тврђаве налазе се на врху брда, које се у народу зове Мали Град.
Њена намена била је заштита истоименог трга и рудника сребра који се ту налазио. У историјским изворима се јавља само на једном месту, у дубровачким документима из 1312/1313. године.